# Crematogaster polita
Crematogaster polita är en myrart som beskrevs av Smith 1865. Crematogaster polita ingår i släktet Crematogaster och familjen myror. Inga underarter finns listade i Catalogue of Life.